# Људска природа
Људска природа је фундаментална супстанца људскости, као и распон људског понашања који се не мења зависно од културног ЛЉЈ контекста. Људска природа је изузетно сложен феномен тако да се истински може схватити само уколико се имају у виду одговарајући критеријуми који чине контекст процене. Обично се истиче да није у људској природи оно што није у складу са њом. Тако се, као важан процес, истиче појава процеса алијенације, односно отуђења човека од његове сопствене природе. У религијском смислу, отуђење од људске природе најчешће се односи на илузију о независности и аутономности свести. Најшире је, међутим, отуђење од људске природе проучавано у свери економских односа и рада када су истицане погубне последице аутоматизације на људску природу и њен однос према производима свога рада и стваралаштва. Теорије отуђења људске природе критиковане су од Хегела, Маркса, Ничеа и структуралиста. Људска природа је концепт који означава фундаменталне диспозиције и карактеристике - укључујући начине размишљања, осећања и деловања - за које се каже да их људи природно поседују. Термин се често користи за означавање суштине човечанства, или онога што значи бити човек. Ова употреба се показала контроверзном, јер постоји спор да ли таква суштина заиста постоји или не.
Аргументи о људској природи вековима су били у средишту филозофије и концепт наставља да изазива живу филозофску дебату. Иако се оба концепта међусобно разликују, дискусије о људској природи типично су повезане са онима које се тичу упоредне важности гена и животне средине у људском развоју (тј. 'природа наспрам узгоја'). Сходно томе, концепт такође наставља да игра улогу у областима науке, попут неуронаука, психологија и друштвене науке (као што је социологија), у којима различити теоретичари тврде да су дали увид у људску природу. Људска природа се традиционално супротставља људским атрибутима који се разликују међу друштвима, попут оних повезаних са специфичним културама.
Традиционално се каже да је концепт природе као стандарда за доношење судова започео у грчкој филозофији, барем с обзиром на њен велики утицај на западне и блискоисточне језике и перспективе. До касне антике и средњег века, посебан приступ који је постао доминантан био је приступ Аристотелове телеологије, према којој се веровало да људска природа постоји некако независно од појединаца, узрокујући да људи једноставно постају оно што су предодређени на постану. Ово је, заузврат, схваћено као демонстрација посебне везе између људске природе и божанства, при чему се људска природа схвата у смислу коначних и формалних узрока. Тачније, ова перспектива верује да сама природа (или божанство које ствара природу) има намере и циљеве, укључујући и циљ човечанства да живи природно. Таква схватања људске природе виде ову природу као „идеју“, или „облик“ човека. Међутим, постојање ове непроменљиве и метафизичке људске природе предмет је многих историјских расправа, које се настављају у модерно доба.
Насупрот Аристотеловом схватању фиксиране људске природе, релативна поводљивост човека се посебно снажно аргументира у последњих неколико векова - прво од стране раних модерниста као што су Томас Хобс, Џон Лок и Жан Жак Русо. У свом делу Емил или о васпитању, Русо је написао: „Не знамо шта нам наша природа дозвољава да будемо.“ Од почетка 19. века, такви мислиоци као што су Хегел, Дарвин, Фројд, Маркс, Кјеркегор, Ниче и Сартр, као и структуралисти и постмодернисти уопште, такође су се понекад залагали против фиксне или урођене људске природе.
Теорија еволуције Чарлса Дарвина посебно је променила облик расправе, подржавајући тврдњу да преци човечанства нису били попут човечанства данас. Ипак, новије научне перспективе - попут бихејвиоризма, детерминизма и хемијског модела у савременој психијатрији и психологији - тврде да су неутралне у погледу људске природе. Као и у већем делу савремене науке, такве дисциплине настоје да пруже објашњење са мало или без прибегавања метафизичкој узрочности. Оне могу бити понуђене да објасне порекло људске природе и њене фундаменталне механизме, који стоје у њеној основи, или да демонстрирају капацитете за промену и различитост који би вероватно кршили концепт фиксне људске природе.